# Super Bass
Singles de Nicki Minaj
Where Them Girls At
(2011) Fly
(2011)
Super Bass est une chanson interprétée par la chanteuse trinidadienne Nicki Minaj, issue de l'édition Deluxe de son premier album, Pink Friday. La chanson est sortie comme le cinquième single de l'album le 5 avril 2011. Écrite par Minaj, ainsi que Daniel Johnson et Ester Dean, elle met également en scène la voix de Dean qui n'a pas été créditée. La production de la chanson a été faite par Kane. Selon Minaj, les paroles de la chanson racontent la romance entre un garçon et une fille qui jouent au chat et à la souris.
Super Bass s'inspire de la musique hip-hop, R&B et contient quelques éléments de pop et du rap de Minaj.
Super Bass a reçu des critiques positives et a été saluée pour son hook (crochet) mémorable, ses paroles et son refrain. Elle a suscité l'attention de pop stars telles que Taylor Swift et Selena Gomez. La reprise imprévue réalisée par Swift de la chanson de Minaj, a incité à la sortie de Super Bass comme single. Aux États-Unis la chanson entra au Billboard Hot 100.
Le clip du single a été tourné en mars 2011 et dirigé par Sanaa Hamri. Une avant-première était initialement prévue sur BET's 106 & Park et sur Youtube depuis la chaîne VEVO de Nicki Minaj le 27 avril 2011, mais l'avant première de la vidéo a ensuite été repoussée au 5 mai 2011 pour des raisons inconnues. Le clip qui accompagne la chanson a reçu des commentaires généralement positifs de la critique, dont la plupart ont félicité le « plaisir des yeux » et les graphismes colorés que l'on peut voir tout au long de la vidéo.
Super Bass est un peu la chanson "signature" de Minaj.
En décembre 2011, le titre est désigné Single de l'Année 2011 par Billboard.
La chanson s'est écoulé à près de 20 000 000 d'exemplaires dans le monde .

## Classement
| Classement (2011-2012)                       | Meilleure position |
| -------------------------------------------- | ------------------ |
| Australie (ARIA)                             | 6                  |
| Australie (ARIA Urban)                       | 2                  |
| Autriche (Ö3 Austria Top 40)                 | 42                 |
| Belgique (Flandre Ultratip 100)              | 3                  |
| Canada (Billboard Hot 100)                   | 6                  |
| Irlande (IRMA)                               | 17                 |
| Pays-Bas (Single Top 100)                    | 82                 |
| Nouvelle-Zélande (RMNZ)                      | 3                  |
| Écosse (OCC)                                 | 8                  |
| Corée du Sud (Gaon International Chart)      | 50                 |
| France (SNEP)                                | 26                 |
| Suède (Sverigetopplistan)                    | 43                 |
| Suisse (Schweizer Hitparade)                 | 58                 |
| Royaume-Uni (UK R&B Chart)                   | 3                  |
| Royaume-Uni (UK Singles Chart)               | 8                  |
| États-Unis (Billboard Hot 100)               | 3                  |
| États-Unis (Billboard Adult Pop Songs)       | 33                 |
| États-Unis (Billboard Hot Dance Club Songs)  | 23                 |
| États-Unis (Billboard Hot R&B/Hip-Hop Songs) | 6                  |
| États-Unis (Billboard Latin Pop Songs),      | 16                 |
| États-Unis (Billboard Pop Songs)             | 3                  |
| États-Unis (Billboard Latin Songs)           | 34                 |
| États-Unis (Billboard Rap Songs)             | 2                  |

## Historique des sorties
| Pays       | Date         | Format             |
| ---------- | ------------ | ------------------ |
| États-Unis | 5 avril 2011 | Rhythmic airplay   |
| États-Unis | 17 mai 2011  | Mainstream airplay |